# Geōrgios Vrakas
Geōrgios Vrakas (in greco Γεώργιος Βρακάς?; Giannina, 28 aprile 2001) è un calciatore greco, centrocampista dell'Atromītos.

## Carriera

### Club
Cresciuto nel settore giovanile del PAOK, ha esordito in prima squadra il 29 novembre 2017, in occasione dell'incontro di Kypello Ellados vinto 5-0 in trasferta contro l'Aiginiakos. Nel 2018 è stato acquistato dal Napoli, dove ha giocato per due stagioni nella Primavera. Nel 2020 è tornato al PAOK e il 18 settembre ha esordito in Souper Ligka Ellada, disputando l'incontro pareggiato per 1-1 contro l'Atromītos. L'anno successivo è stato ceduto in prestito biennale al Levadeiakos.

### Nazionale
Ha rappresentato le nazionali giovanili greche.

## Statistiche

### Presenze e reti nei club
Statistiche aggiornate all'8 gennaio 2024.
| Stagione          | Squadra           | Campionato        | Campionato | Campionato | Coppe nazionali | Coppe nazionali | Coppe nazionali | Coppe continentali | Coppe continentali | Coppe continentali | Altre coppe | Altre coppe | Altre coppe | Totale | Totale |
| Stagione          | Squadra           | Comp              | Pres       | Reti       | Comp            | Pres            | Reti            | Comp               | Pres               | Reti               | Comp        | Pres        | Reti        | Pres   | Reti   |
| ----------------- | ----------------- | ----------------- | ---------- | ---------- | --------------- | --------------- | --------------- | ------------------ | ------------------ | ------------------ | ----------- | ----------- | ----------- | ------ | ------ |
| 2017-2018         | PAOK              | SL                | -          | -          | CG              | 1               | 0               | UEL                | -                  | -                  | -           | -           | -           | 1      | 0      |
| 2020-2021         | PAOK              | SL                | 2          | 0          | CG              | 1               | 0               | UCL+UEL            | 0                  | 0                  | -           | -           | -           | 3      | 0      |
| 2021-2022         | Levadeiakos       | SL2               | 27+2       | 4+0        | CG              | 5               | 1               | -                  | -                  | -                  |             | -           | -           | 34     | 5      |
| 2022-2023         | Levadeiakos       | SL                | 23         | 0          | CG              | 2               | 0               | -                  | -                  | -                  | -           | -           | -           | 25     | 0      |
| Totale Levadiakos | Totale Levadiakos | Totale Levadiakos | 50+2       | 4+0        |                 | 7               | 1               |                    | -                  | -                  |             | -           | -           | 59     | 5      |
| 2023-2024         | PAOK B            | SL2               | 4          | 1          | -               | -               | -               | -                  | -                  | -                  | -           | -           | -           | 4      | 1      |
| 2023-2024         | PAOK              | SL                | 0          | 0          | CG              | 0               | 0               | UEL                | 1                  | 0                  | -           | -           | -           | 1      | 0      |
| Totale PAOK       | Totale PAOK       | Totale PAOK       | 2          | 0          |                 | 2               | 0               |                    | 1                  | 0                  |             | -           | -           | 5      | 0      |
| Totale carriera   | Totale carriera   | Totale carriera   | 54         | 4          |                 | 9               | 1               |                    | 1                  | 0                  |             | -           | -           | 64     | 5      |

## Palmarès

### Club

#### Competizioni nazionali
- Coppa di Grecia: 2

PAOK: 2017-2018, 2020-2021
- Souper Ligka Ellada 2: 1

Levadeiakos: 2021-2022 (girone B)